# 스몰 타임 크룩스
스몰 타임 크룩스(Small Time Crooks)는 우디 앨런이 감독과 각본을 맡고 앨런과 트레이시 울먼, 일레인 메이, 휴 그랜트 등과 함께 출연한 2000년에 개봉을 한 미국의 범죄 코미디 영화이다. 울먼은 영화에서 보여준 연기로 여우주연상 - 뮤지컬·코미디 영화 부문 후보에 올랐고, 메이는 전미 비평가 협회상 여우조연상을 수상했다.

## 줄거리
전문 범죄자 레이와 그의 동료들은 문 닫은 피자 가게를 빌려 레스토랑 지하실에서 인근 은행까지 터널을 파려고 한다. 레이의 아내 프렌치(Frenchy)는 그들이 하는 일을 숨기기 위해 레스토랑에서 쿠키를 판매한다. 강도 계획은 곧 처참한 실패로 끝나지만, 쿠키 사업은 대성공을 거둔다. 사업을 프랜차이즈화한 후, 쿠키 판매로 그들은 백만장자가 된다.
어느 날 프렌치(Frenchy)는 성대한 파티를 열고 사람들이 그들의 형편없는 장식 취향과 문화적 부족을 비웃는 것을 우연히 듣는다. 그녀는 미술상 데이비드(David)에게 자신과 레이를 가르쳐달라고 부탁하여 미국 상류층에 어울리도록 한다. 레이는 매 순간을 싫어하지만, 프렌치(Frenchy)는 그들의 새로운 문화를 좋아한다.
프렌치(Frenchy)가 모르는 사실은 데이비드(David)가 단지 그녀를 이용하여 자신의 미술 프로젝트 자금을 조달하고 있다는 것이다. 레이는 마침내 지쳐서 프렌치(Frenchy)를 떠난다. 데이비드(David)와 프렌치(Frenchy)는 더 많은 문화적 깨달음을 얻기 위해 유럽으로 가고, 그곳에서 그녀는 전화를 받고 회계사들에게 사기를 당했다는 것을 알게 된다. 그녀는 쿠키 회사, 집, 소유물을 포함하여 모든 것을 잃는다. 데이비드(David)는 즉시 그녀를 버린다.
한편, 레이는 다시 범죄자가 되어 파티에서 값비싼 목걸이를 훔치려고 한다. 그는 복제품을 만들었고 일련의 상황을 통해 복제품과 진짜가 섞인다. 파티에서 그는 프렌치(Frenchy)가 파산했다는 것을 알고 그녀를 만나러 간다. 그는 귀중한 목걸이를 훔쳤다고 말하며 그녀를 위로한다. 그녀의 새로 발견된 문화적 깨달음은 목걸이가 가짜라는 것을 알게 한다. 레이는 잘못된 것을 가져왔다. 하지만 그녀는 한때 데이비드(David)에게 선물로 주었지만 그가 자신을 버린 후 다시 훔쳐온 매우 비싼 담배 케이스를 꺼낸다. 그것은 한때 윈저 공작의 것이었다. 그들은 화해하고 담배 케이스를 팔아 플로리다주로 은퇴한다.

## 출연
- 우디 앨런 - 레이 윙클러
- 트레이시 울먼 - 프랜시스 "프랜치" 폭스-윙클러
- 일레인 메이 - 메이 슬론
- 일레인 스트리치 - 치치 포터
- 크리스틴 니엘슨 - 에밀리 베일리
- 휴 그랜트 - 데이비드 페렛
- 마이클 래퍼포트 - 데니
- 토니 대로우 - 토미
- 존 로비츠 - 벤자민 "베니" 부코브스키
- 조지 그리자드 - 조지 블린트
- 래리 파인 - 찰스 베일리